# When I Need You
"When I Need You" là một bài hát nổi tiếng được viết bởi Albert Hammond và Carole Bayer Sager. Nó xuất hiện lần đầu với tư cách là ca khúc chủ đề của album năm 1976 của Hammond When I Need You. Phiên bản của Leo Sayer, do Richard Perry sản xuất, là một hit lớn trên toàn thế giới, đạt vị trí số 1 trên Bảng xếp hạng đĩa đơn của Anh trong ba tuần vào tháng 2 năm 1977 sau khi ba trong số những đĩa đơn trước đó của anh bị đình trệ ở vị trí số 2. Nó cũng đạt vị trí số 1 trên cả Billboard Hot 100 trong một tuần vào tháng 5 năm 1977; và các bài hát đương đại dành cho người lớn. Billboard xếp nó là bài hát số 24 năm 1977. Sayer đã trình diễn nó trong chương trình thứ hai của mùa thứ ba của The Muppet Show.

## So sánh giai điệu
Giai điệu của câu "hook", hay điệp khúc của "When I Need You" giống hệt với phần của bài hát "Famous Blue Raincoat" của Leonard Cohen, trong đó lời bài hát như sau: "Jane came by with a lock of your hair, she said that you gave it to her that night, that you planned to go clear". Giai điệu của những lời bài hát này phù hợp với lời bài hát "When I Need You" như sau: "(When I) need you, I just close my eyes and I'm with you, and all that I so want to give you, is only a heart beat away".

## Phiên bản hát lại

### Phiên bản của Lani Hall
Lani Hall đã thu âm một phiên bản tiếng Tây Ban Nha của bài hát, có tựa đề "Si Me Amara" (Nếu anh yêu em), cho album Es Fácil Amar giành được giải Grammy năm 1985 do Hammond sản xuất.

### Phiên bản của Mia Martini
Mia Martini đã thu âm một phiên bản tiếng Ý của bài hát, có tựa đề "se ti voglio", cho album per amarti năm 1977 của cô.

### Phiên bản của Perry Como
Perry Como đã cover bài hát này cho album Where You're Concerned năm 1977 của mình.

### Phiên bản của Sylvie Vartan
Sylvie Vartan thu âm một phiên bản tiếng Pháp của bài hát, có tên "Je Pardonne," từ Album 1977 Georges.

### Phiên bản của Rod Stewart
Rod Stewart đã thu âm bài hát cho album tổng hợp ballad năm 1996 của mình If We Fall in Love Tonight. Phiên bản này được Jimmy Jam và Terry Lewis sản xuất và được phát hành dưới dạng đĩa đơn thứ hai trong album, mặc dù nó không được xếp hạng ở Mỹ hoặc Anh.

### Phiên bản của Celine Dion
"When I Need You" là một đĩa đơn quảng cáo trong album Let Talk About Love của Celine Dion, chỉ phát hành vào ngày 7 tháng 9 năm 1998 tại Brazil.